# Flucitosina
Flucitosina é um medicamento antifúngico. Geralmente é usado em conjunto com a anfotericina B no tratamento de casos graves de infeções por Candida e criptococose. Pode ainda ser usado de forma isolada ou com outros antifúngicos no tratamento de cromoblastomicose. A flucitosina pode ser administrada por via oral ou via intravenosa.
Entre os efeitos secundários mais comuns estão mielossupressão, perda de apetite, diarreia, vómitos e psicose. Ocasionalmente podem ocorrer anafilaxia e outras reações alérgicas. Não é ainda claro se o seu uso na gravidez é seguro para o bebé. A flucitosina faz parte da família dos medicamentos análogos da piramidina. Atua ao ser convertida em fluorouracil no interior do fungo, impedindo-o de produzir proteínas.
A flucitosina foi produzida pela primeira vez em 1957. Faz parte da Lista de Medicamentos Essenciais da Organização Mundial de Saúde, os medicamentos mais eficazes e seguros necessários num sistema de saúde. À data de 2016, o custo do medicamento nos Estados Unidos era de  2000 USD por dia, enquanto no Reino Unido era de 22 USD por dia. O medicamento não está disponível na maior parte dos países em vias de desenvolvimento.